# 前田たかひろ
前田 たかひろ（まえだ たかひろ、1964年4月8日  - ）は、日本の作詞家、音楽プロデューサー。埼玉県出身。Grass HOPPERというペンネームを使用する場合もある。

## 来歴
- 高校時代から友人のバンドに歌詞を提供していた。近所に来生えつこが住んでいることを知り、直接コンタクトを取って歌詞の添削をしてもらったことから、作詞家の道を志す。その後も大学で勉強しながら、来生たかおの運転手兼付き人・音楽関係のアルバイトをし生計を立てつつ、作詞家として活動した[1]。来生たかおのマネージャーから紹介されたオロナミンCのCMソングコンペ採用を事実上のデビューとしている[2]。
- 1990年代、東京パフォーマンスドールのコンペディションで前田の歌詞が小室に認められて「今後も頼む」と言われたことが切っ掛けとなり、安室奈美恵、TRF、B☆KOOL、鈴木あみら、小室哲哉プロデュース作品の作詞を多く手掛けた[1]。
- 1996年、小室哲哉と共同作詞した安室奈美恵『Don't wanna cry』が、第38回日本レコード大賞を受賞。

## 主な作詞提供アーティスト
B☆KOOL
- 「BABY BODY BEAT」
- 「ナンでもカンでも抱いちゃいたい」
- 「JUMPIN' FLASH」

安室奈美恵
- 「Chase the Chance」
- 「Don't wanna cry」
- 「LOVE 2000」

 織田裕二
- 「Shake it UP」
- 「Grasshopper's Life」

 城南海
- 「誰カノタメニ」
- 「白い月」
- 「月とペンギン」

KinKi Kids
- 「キミハカルマ」
- 「99%LIBERTY」
- 「Black Joke」
- 「lOve in the Φ」
- 「ビターショコラ」
- 「ユメハジメハナ」
- 「面影」
- 「Tomorrow Again」
- 「エゴイスティック・ロマンス」
- 「明日のピース」
- 「Midway of Life」

 工藤静香
- 「心のチカラ」

 GREEN FIELDS
- 「春は来る」

 柴咲コウ
- 「泪月-odoro-」
- 「眠レナイ夜ハ眠ラナイ夢ヲ」

鈴木あみ
- 「HAPPY NEW MILLENNIUM」
- 「THANK YOU 4 EVERY DAY EVERY BODY」
- 「I really wanna tell」

知念里奈
- 「DO-DO FOR ME」
- 「precious・delicious」

Zwei
- 「FAKE FACE」
- 「1+1=2」

TRF
- 「Happening Here」
- 「teens」
- 「Love & Peace Forever」
- 「BRAVE STORY」
- 「Frame」
- 「We are all BLOOMIN'」

宇都宮隆、小室哲哉、木根尚登
- 「Detour」

NITRO
- 「Calling」

バブル青田
- 「ジーザス」

hitomi
- 「BUSY NOW」

星村麻衣
- 「ひまわり」

松たか子
- 「真冬のメモリーズ」
- 「ごめんね。」

宮崎羽衣
- 「キレナイナイフ」
- 「キズナノ唄」

May J.
- 「ふたりのまほう」

ももいろクローバーZ
- 「CONTRADICTION」
- 「DNA狂詩曲」
- 「BIRTH Ø BIRTH」
- 「My Dear Fellow」
- 「白金の夜明け」
- 「伸ルカ反ルカ」
- 「GODSPEED」

モモコクラブ
- 「春色ジェネレーション」
- 「ピアニシモのさよなら」
- 「南の島の遊園地」
- 「Milky Wayでささやいて」

斜体は、小室哲哉プロデュースアーティスト。個々の楽曲については、小室プロデュース時代でない曲もある。

## アニメソング関連
カードファイト!! ヴァンガードレギオンメイト編
- 「KNOCK ON YOUR GATE!」

タユタマ -Kiss on my Deity-
- 「キズナノ唄」

映画 ふたりはプリキュア Max Heart
- 「心のチカラ」

金田一少年の事件簿
- 「Never Say Why, Never Say No」

逮捕しちゃうぞ the MOVIE
- 「CALLING」

## 著書
- 作詞のリズム（リットーミュージック、2000年12月）ISBN 4-8456-0570-8